# Nicòpolis del Pont
Nicòpolis (en grec Νικόπολις), 'ciutat de la victòria') fou una antiga colònia romana fundada per Pompeu en el 63 aC a la Regió del Pont (nord-est de Turquia), al final de la Tercera Guerra Mitridàtica. En l'actualitat, al seu emplaçament hi ha la ciutat de Koyulhisar.

## Història
La ciutat va ser fundada per Pompeu després de la seva victòria decisiva sobre Mitridates VI Eupator. Estava situada en una plana ben regada a la base d'una muntanya densament arbrada i colonitzada pels veterans del seu exèrcit, així com per la pagesia local. Tots els camins romans que creuaven aquella part del país i conduïen cap a Comana, Polemonium, Neocesarea, Sebasteia, etc., sorgien de Nicòpolis la qual, fins i tot en temps d'Estrabó presumia de tenir una població bastant gran.
Donada a Polemó per Marc Antoni al 36 aC, Nicòpolis va ser governat des del 54 dC per Aristòbul de Calcis i definitivament annexada a l'Imperi Romà per Neró, l'any 64. Després va esdevenir la metròpolis d'Armènia Menor i la seu de la dieta provincial que triava l'armeniarca. A més de l'altar d'august, va aixecar temples a Zeus Nicèfor i a la Victòria.
El cristianisme va arribar a Nicòpolis en una data primerenca i, sota Licini, al voltant de 319, quaranta-cinc dels habitants de la ciutat van ser martiritzats; l'Església Ortodoxa Oriental i Església Catòlica Romana els veneren el 10 de juliol, Sant Basili anomena als sacerdots de Nicòpolis els fills dels confessors i màrtirs, i la seva església la mare de la de Colònia. Pels volts del 472, Joan el Silenciós, que havia venut els seus béns terrenals, va erigir una església a la Verge Santíssima.
En 499 Nicòpolis va ser destruïda per un terratrèmol, i ningú se'n va salvar, tret del bisbe i dels seus dos secretaris que escaparen de la mort. Aquest desastre fou irreparable, i encara que Justinià I va reconstruir els murs i va erigir un monestir en memòria dels Quaranta-cinc Màrtirs de Procopi mai Nicòpolis no va recuperar la seva antiga esplendor i va ser reemplaçada per Koloneia.
Sota Heracli, va ser capturada per les forces de la Còsroes II i des de llavors només fou una ciutat mediocre, una simple seu i una sufragània de Sebasteia a Armènia Menor, i romangué com a tal almenys fins al segle xi, com es desprèn dels diverses Notitiae Episcopatuum. En els segles IX a XI, pertanyé al tema de Colònia.
Sota els otomans, el lloc de l'antiga Nicòpolis va ser ocupada pel poble armeni de Purkh, prop de la ciutat d'Enderes, al sanjak de Kara-Hissar i el vilayet de Sivas.

## Bisbes
Entre els vuit bisbes esmentats per Michel Le Quien hi trobem Sant Gregori que, al segle xi, va renunciar al seu bisbat i es va retirar a Pithiviers,França. L'Església catòlica el venera el 14 de març. L'Església Catòlica manté Nicòpolis com a diòcesi titular.